# Mesztegnyő
Mesztegnyő es un pueblo ubicado en el distrito de Marcali, en el condado de Somogy, Hungría.

## Superficie
Posee una superficie de 44,71 kilómetros cuadrados.

## Demografía
Hasta 2019 la población era de 1295 habitantes, con una densidad de población de 28,96 habitantes por kilómetro cuadrado.